# Lex Hortensia de nundinis
A Lex Hortensia de nundinis, de 287 a.C., foi uma lei promulgada em Roma durante o período republicano pelo ditador Quinto Hortênsio. Ela estabelecia que a semana ("nundinae"), ou seja, os dias de "feira", eram "dies fasti", dias "úteis", nos quais ações judiciais podiam ser realizadas. A lei foi de grande utilidade para os que viviam fora da cidade, tipicamente, os agricultores, que, indo à cidade para vender seus produtos, podiam aproveitar a viagem para resolver eventuais assuntos legais de seu interesse.